# Oldřich Vyhnálek
Oldřich Vyhnálek (19. června 1914 – ???) byl český a československý politik Komunistické strany Československa, poúnorový poslanec Národního shromáždění ČSR.

## Biografie
V roce 1948 se uvádí jako obchodní příručí, bytem Pardubice. Počátkem 50. let zastával funkci generálního tajemníka Československé obce sokolské.
Ve volbách roku 1948 byl zvolen do Národního shromáždění za KSČ ve volebním kraji Pardubice. V parlamentu zasedal do konce funkčního období, tedy do voleb roku 1954.